# Burt County
Burt County is een county in de Amerikaanse staat Nebraska.
De county heeft een landoppervlakte van 1.276 km² en telt 7.791 inwoners (volkstelling 2000). De hoofdplaats is Tekamah.

## Bevolkingsontwikkeling

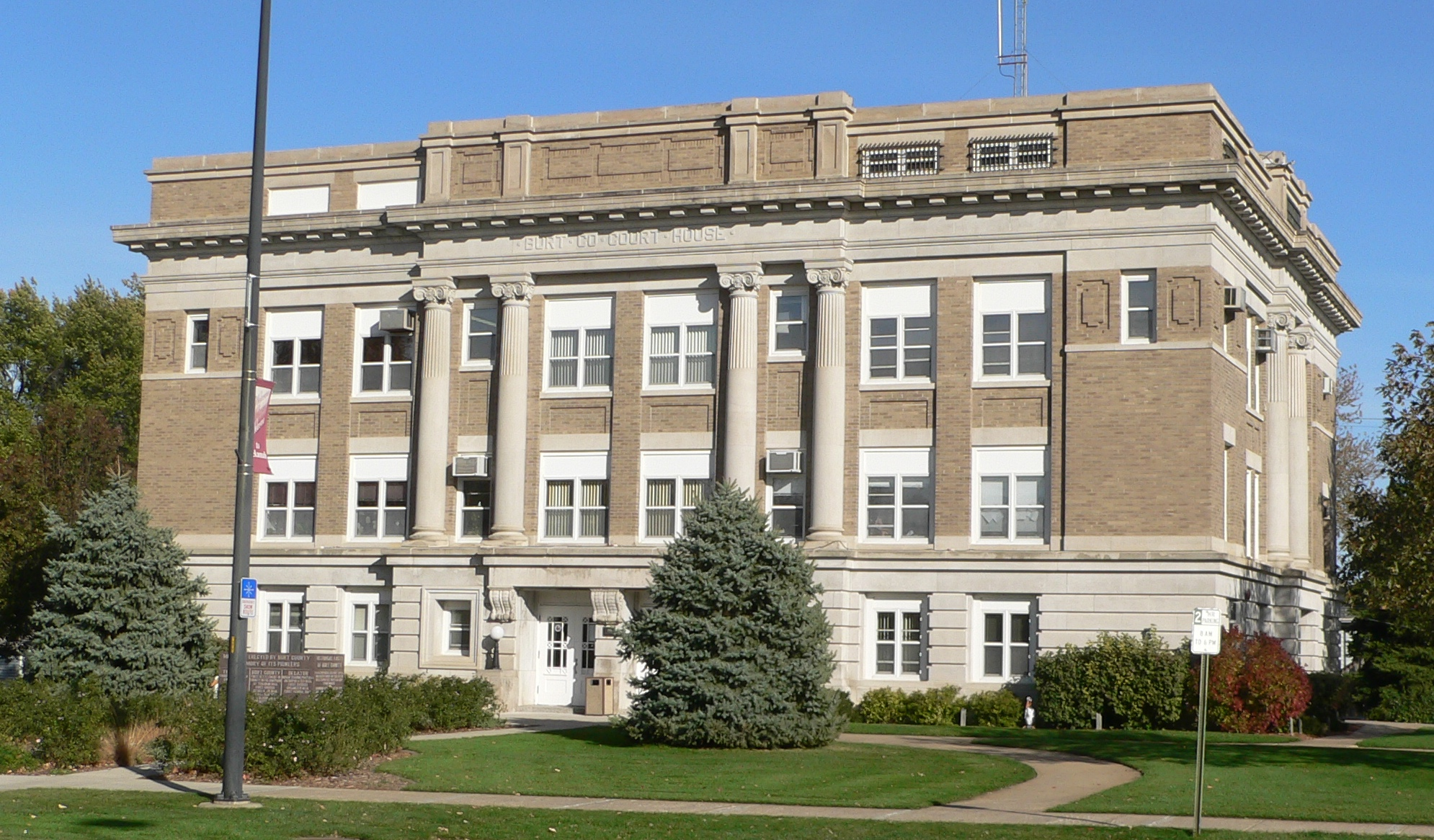
Burt County Courthouse